# Dorothy (cratère de Charon)
Cet article concerne le cratère de Charon. Pour le cratère de Vénus, voir Dorothy (cratère de Vénus). Pour les autres significations, voir Dorothy.
Dorothy est le plus grand bassin d'impact connu sur Charon, l'un des satellites naturels de Pluton. Le cratère a été découvert par la sonde spatiale New Horizons en 2015 lors de son survol de Pluton et de ses lunes. Il a été nommé d'après Dorothy Gale du roman Le Magicien d'Oz. Le cratère, d'un diamètre de 261 km, est situé près du pôle nord de Charon et chevauche le bord du Mordor Macula.